# Juniperus semiglobosa
Juniperus semiglobosa é uma espécie de conífera da família Cupressaceae.
Pode ser encontrada nos seguintes países: Afeganistão, China, Índia, Cazaquistão, Quirguistão, Tadjiquistão e Uzbequistão.